# Кунстхаус (Цюрих)
Кунстхаус в Цюрихе (нем. Kunsthaus Zürich) — один из наиболее крупных художественных музеев Швейцарии. Расположен в Цюрихе по адресу Хаймплац 1 (нем. Heimplatz 1).
Музей открылся в здании, построенном по проекту Карла Мозера и Роберта Курьела, в 1910 г. В его собрание входят преимущественно произведения швейцарского искусства начиная от Средних веков и до XX в. На регулярной основе в музее проводятся сменные выставки высокого уровня.
В Кунстхаусе собраны значительные коллекции работ Эдварда Мунка (12 картин) и Альберто Джакометти. Швейцарские художники представлены Иоганном Генрихом Фюсли, Фердинандом Ходлером, а также Пипилотти Рист и Петером Фишли.

## Галерея
- Бернский мастер гвоздики:
Иоанн Креститель в пустыне
- Уильям Тёрнер:
Чёртов мост св. Готхарда
- Иоганн Генрих Вюст:
Глетчер Роны
- Арнольд Бёклин:
Война
- Эдуар Мане:
Бегство Рошфора
- Винсент ван Гог:
Железнодорожный мост через дорогу в Тараскон
- Анри Руссо:
На опушке леса
- Август Макке:
Пейзаж с коровами и верблюдом